# ميرا لاندو
ميرا لاندو (بالإسبانية: Myra Landau) هي رسامة مكسيكية، ولدت في 5 ديسمبر 1926، وتوفيت في 14 يوليو 2018.